# ساحة تزحلق التلال السبعة
ساحة التزحلق في التلال السبعة عبارة عن حديقة تزلج بمساحة 650 متر مربع تقع في منتزه سمير الرفاعي في وسط البلد في مدينة عمان، الأردن. بدأ المشروع وجمع الأموال من خلال إنديجوجو والتي هي منظمة غير ربحية تقوم لجعل حياة سكيت الحياة.